# 水泊梁山
《水泊梁山》是由评书表演艺术家袁阔成以《水浒传》为蓝本改编而成的短篇评书，加入大量原创角色的情节。从高俅丢失紫金八宝夜光壶，到四路好汉大破神州擂，共100回。
原创角色包括，擎天柱鲍佩松，响铃镖周岳苍，欧阳异人，公冶昆仑，上官玉环，司马文姜，司马啸林，上官英等。